# Passeig a la vora del mar
Passeig a la vora del mar, també anomenat Passeig per la platja, és un quadre de 1909 realitzat pel pintor valencià Joaquim Sorolla. En ell apareixen representades la seva dona, Clotilde García, la qual sosté una ombrel·la, al costat de la seva filla major, María Clotilde, caminant al capvespre per la platja de València mentre la brisa marina fa onejar les seves robes.
Aquest quadre va ser realitzat en l'estiu de 1909 a la volta de la quarta exposició internacional de Sorolla al començament d'aquest mateix any a diverses ciutats dels Estats Units. L'èxit que va aconseguir a la ciutat de Nova York s'aprecia en el vitalisme i gran colorit d'aquesta obra. És difícil la seva classificació estilística, encara que la majoria d'autors la situa en el postimpressionisme espanyol, a causa del tipus de pinzellada solta, la llum, el color i el moviment que transmet l'obra.
Passeig a la vora del mar ha romàs en l'estudi del pintor a Madrid des de l'any 1911, convertit en Museu Sorolla des de 1932.